# 후안 카를로스 바렐라
후안 카를로스 바렐라 로드리게스(스페인어: Juan Carlos Varela Rodríguez, 1963년 12월 12일)은 파나마의 前 대통령이다.
2009년 리카르도 마르티넬리의 러닝메이트로 출마, 당선되었으며, 이후 부통령을 지냈으나, 리카르도 마르티넬리와의 마찰로 이탈해 야당인사가 되었다. 2014년 대선에 야권 후보로 출마, 당선되었으며 그는 2014년 7월 1일부터 2019년 7월 1일까지 대통령직에 퇴임을 하고 후임 대통령으로는 민주혁명당의 라우렌티노 코르티소가 2019년 7월 1일에 취임을 하였다.

## 역대 선거 결과
| 선거명      | 직책명          | 대수 | 정당           | 득표율 | 득표수    | 결과 | 당락               |
| ----------- | --------------- | ---- | -------------- | ------ | --------- | ---- | ------------------ |
| 2009년 선거 | 파나마의 부통령 | -대  | 파나메니스타당 | 0%     | -표       | 1위  | 파나마 부통령 당선 |
| 2014년 선거 | 파나마의 대통령 | 32대 | 파나메니스타당 | 39.09% | 724,762표 | 1위  | 파나마 대통령 당선 |